# Наталі Шнейдер
Наталі Шнейдер (англ. Nathalie Schneyder, 25 травня 1968) — американська синхронна плавчиня.
Олімпійська чемпіонка 1996 року.
Чемпіонка світу з водних видів спорту 1994 року.